# Pittodrie Stadium

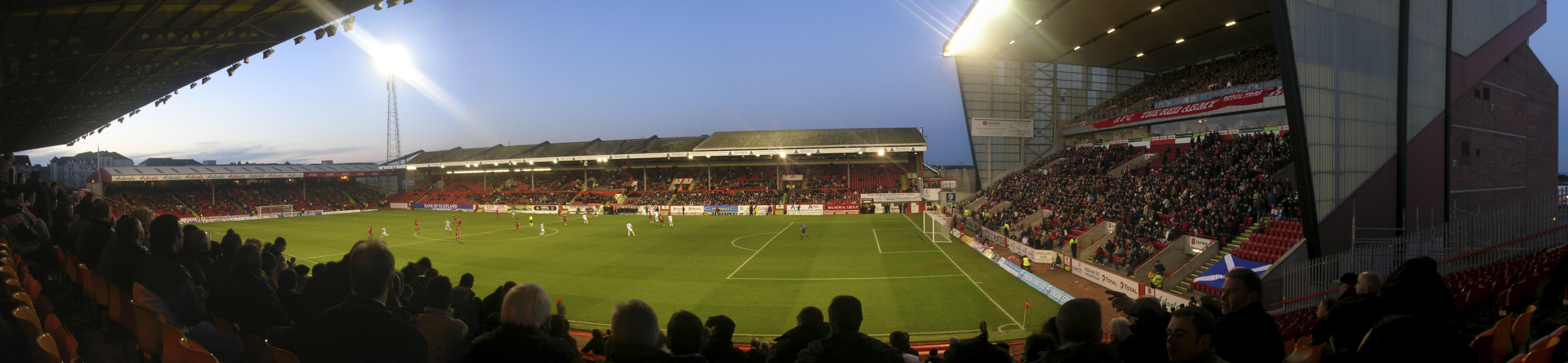
Imagen panorámica del estadio.

El Pittodrie Stadium es un estadio de fútbol situado en la ciudad de Aberdeen, Escocia. Fue utilizado por primera vez en 1899 y desde 1903 ha sido sede del Aberdeen Football Club. Desde entonces, ha sido escenario de una serie de primicias en el campo de diseño de estadios, en particular convirtiéndose en uno de los primeros estadios con todas sus localidades sentadas en el Reino Unido.
En la actualidad es uno de los estadios de fútbol más grandes de Escocia y tiene una capacidad para 22 199 espectadores; sólo Celtic Park, Murrayfield, Hampden Park e Ibrox son más grandes. Además de su función principal de organizar partidos de fútbol como local para el Aberdeen FC, también ha sido sede de varios torneos internacionales escoceses y los partidos ocasionales de rugby.